# Municipio de Audubon (Minnesota)
El municipio de Audubon (en inglés: Audubon Township) es un municipio ubicado en el condado de Becker en el estado estadounidense de Minnesota. En el año 2010 tenía una población de 548 habitantes y una densidad poblacional de 5,99 personas por km².

## Geografía
El municipio de Audubon se encuentra ubicado en las coordenadas 46°50′46″N 95°58′59″O / 46.84611, -95.98306. Según la Oficina del Censo de los Estados Unidos, el municipio tiene una superficie total de 91.51 km², de la cual 83,96 km² corresponden a tierra firme y (8,26 %) 7,55 km² es agua.

## Demografía
Según el censo de 2010, había 548 personas residiendo en el municipio de Audubon. La densidad de población era de 5,99 hab./km². De los 548 habitantes, el municipio de Audubon estaba compuesto por el 94,16 % blancos, el 2,01 % eran afroamericanos, el 1,82 % eran amerindios y el 2,01 % eran de una mezcla de razas. Del total de la población el 0,73 % eran hispanos o latinos de cualquier raza.